# Leung Chun-wing
Leung Chun-wing  (chinesisch 梁峻榮 / 梁峻荣, Pinyin Liáng Jùnróng, Jyutping Loeng4 Zeon3wing4; * 20. Januar 1994) ist ein chinesischer Radrennfahrer aus Hongkong, der Rennen auf Bahn und Straße bestreitet.

## Sportliche Laufbahn
Ab 2009 war Leung Chun-wing zunächst hauptsächlich als Rennfahrer auf der Straße aktiv und gewann eine Kriterium-Serie in Hongkong. 2012 wurde er Junioren-Weltmeister im Punktefahren auf der Bahn und im Jahr darauf Junioren-Asienmeister im Einzelzeitfahren auf der Straße sowie gemeinsam mit Cheung King-lok im Zweier-Mannschaftsfahren. 2015 errang er fünf nationale Titel von Hongkong auf der Bahn.
2016 wurde Leung für den Start im Omnium bei den Olympischen Spielen in Rio de Janeiro nominiert; er belegte Rang elf. 2018 errang er bei den asiatischen Straßenmeisterschaften Bronze im Mannschaftszeitfahren auf der Straße. Ebenfalls auf der Bahn errang er Anfang des Jahres 2019 Gold beim Lauf des Weltcups in Minsk mit Cheung King-lok im Zweier-Mannschaftsfahren, gemeinsam wurden die beiden Fahrer auch Asienmeister und waren auch bei den Asienspielen erfolgreich.

## Erfolge

### Straße
2011
- Junioren-Asienmeisterschaft – Einzelzeitfahren

2012
- Junioren-Weltmeister – Punktefahren
- Junioren-Asienmeister – Einzelzeitfahren
- Junioren-Asienmeisterschaft – Straßenrennen

2014
- Asienmeisterschaft (U23) – Einzelzeitfahren
- Asienspiele – Straßenrennen

2015
- eine Etappe Banyuwangi Tour de Ijen

2017
- Asienmeisterschaft – Mannschaftszeitfahren
- Meister von Hongkong – Einzelzeitfahren

2018
- Asienmeisterschaft – Mannschaftszeitfahren

### Bahn
2012
- Weltmeister – Omnium (Junioren)

2014
- Junioren-Asienmeister – Zweier-Mannschaftsfahren (mit Cheung King-lok)
- Meister von Hongkong – Mannschaftsverfolgung (mit Leung Ka Yu, Wu Lok Chun und Cheung King Wai)

2015
- Meister von Hongkong – Scratch, Punktefahren, Omnium, Teamsprint (mit Leung Ka Yu und Law Kwun Wan), Mannschaftsverfolgung (mit Leung Ka Yu, Maximilian Gil Mitchelmore und Law Kwun Wan)

2016
- Asienmeisterschaft – Zweier-Mannschaftsfahren (mit Cheung King-lok)

2017
- Asienmeister – Scratch
- Asienmeisterschaft – Omnium
- Meister von Hongkong – Verfolgung, Omnium

2018
- Weltcup in Minsk – Zweiermannschaftsfahren (mit Cheung King-lok)
- Asienmeister – Zweier-Mannschaftsfahren (mit Cheung King-lok)
- Asienspielesieger – Zweier-Mannschaftsfahren (mit Cheung King-lok)
- Asienspiele – Mannschaftsverfolgung (mit Leung Ka-yu, Cheung King-lok und Mow Ching-yin), Omnium

2019
- Meister von Hongkong – Punktefahren, Zweier-Mannschaftsfahren (mit Leung Ka-yu), Mannschaftsverfolgung (mit Mow Ching-ying, Cheung King-lok und Leung Ka-yu)

2020
- Asienmeisterschaft - Mannschaftsverfolgung (mit Mow Ching-ying, Cheung King-lok und Leung Ka-yu)